# Estepa de enebros del Gran Atlas
La estepa de enebros del Gran Atlas es una ecorregión de pradera de montaña de la ecozona paleártica definida por WWF que se encuentra en las zonas de mayor altitud del Atlas marroquí. Ocupa 6.300 kilómetros cuadrados en las zonas de mayor altitud del Gran Atlas, en el centro de Marruecos.

## Estado de conservación
Vulnerable.